# Мардарий Рилски
Мардарий Рилски е български книжовник от втората половина на 15 и началото на 16 век. Най-ранното сигурно известие за него датира от 1480 г., а най-късното – от 1509 г. Мардарий Рилски е тясно свързан с Рилския манастир, където работи през известен период от живота си. Някои от ръкописите си преписва специално за нуждите на манастира. Той е книжовник с будно обществено чувство и с широки литературни интереси. В приписките му се долавя интерес към съвременните му политически събития в Османската империя, а съдържанието на неговите сборници свидетелства, че познава много добре българската средновековна литература – както преводната, така и оригиналната, в различни етапи от нейното развитие.
Ръкописите съдържат жития, поучителни и похвални слова, разкази и поучения, съчинения в областта на естествените науки, богослужебни творби. В сборниците на Мардарий Рилски са включени важни оригинални произведения на старата българска литература: Похвално слово за Михаил Гавриил от Климент Охридски; Кратко житие на Кирил (Успение Кирилово), жития на Иван Рилски, Петка Търновска, Иларион Мъгленски от Евтимий Търновски; Разказ за пренасяне на мощите на Св. Петка от Търново във Видин и Сърбия от Григорий Цамблак; Разказ за пренасяне на мощите на Иван Рилски в Рила от Владислав Граматик. Единствено по мардаревия препис е известна българска редакция на Житието на Ромил Видински от монаха Григорий.
Мардарий Рилски преписва и преводни произведения на известни византийски писатели, творили в различни епохи – Григорий Неокесарийски, Йоан Златоуст, Василий Велики, Григорий Ниски, Григорий Богослов, Ефрем Сирин, Епифаний Кипърски, Кирил Александрийски, Андрей Критски, Йоан Дамаскин, Герман Константинополски, Теодор Студит, Никита Пефлагонийски, Теофилакт Охридски и др. Мардарий Рилски е запознат и с творбите на старата сръбска литература – Слово за княз Лазар и Житие на княз Лазар, написани от неизвестен книжовник в края на 14 век, както и с Похвала за княз Лазар от Адоние Рафаил Епактит, създадена около 1420 г. Безспорно интерес представлява правописът на мардариевите ръкописи. Макар че се придържа обикновено към ресавската правописна школа, Мардарий Рилски познава добре нормите на търновския и евтимиевия правопис и ги съблюдава в много случаи.